# 心のこり
『心のこり』（こころのこり）は、1975年4月1日に発売された細川たかしのデビューシングル。

## 解説
- 当初は「私バカよね」という曲名だったが改題された。曲名はコロムビアの泉明良ディレクターがひらめいたもので、歌詞には登場しないフレーズである[1]。デビュー曲の候補は約10曲あり、全ての曲をレコーディングした上で本曲が選ばれた[2]。
- オリコンで1位を獲得し、80万枚を売り上げる大ヒットとなった。本曲で第17回日本レコード大賞の最優秀新人賞を獲得。
- レコードデビュー後はクラブ歌手時代に比べて給料が大幅に減った[3]。

## 収録曲
1. 心のこり (3分35秒)
作詞：なかにし礼／作曲：中村泰士／編曲：あかのたちお
2. 泣きぐせ (3分23秒)
作詞：たかたかし／作曲：森田公一／編曲：竜崎孝路

## カバー
- 石川さゆり（アルバム「あなたの私」収録、1975年）